# Romanid
Het Romanid is een kunsttaal, gemaakt door de Hongaarse taalkundige Zoltán Magyar. De taal is gebaseerd op de Romaanse talen en bedoeld als een zonale hulptaal, die door sprekers van deze talen zonder voorafgaande studie kan worden verstaan. Magyar publiceerde de eerste versie van het Romanid in mei 1956 en een tweede, aangepaste versie in december 1957. In 1984 publiceerde hij tevens een taalgids met als bijlage een korte grammatica. De versie die hij hierin presenteert, is enigszins vereenvoudigd ten opzichte van de eerdere versies.
De taal is gebaseerd op de meeste gebruikelijke woorden en uitdrukkingen in het Frans, Italiaans, Portugees en Spaans. In dit opzicht vertoont het Romanid grote overeenkomsten met kunsttalen als Interlingua en Lingua Franca Nova. Volgens de Russische krant Troed is het Romanid qua structuur "aanzienlijk eenvoudiger en gemakkelijker te leren dan het de laatste jaren wijdverbreide Esperanto".
Hoeveel mensen het Romanid gebruiken, is niet bekend, maar de taal schijnt enige populariteit te genieten onder Hongaren. Tijdens de Hongaarse volkstelling van 2001 gaven 10 personen aan Romanid te spreken; hiermee was het Romanid na het Esperanto de meest gebruike kunsttaal in Hongarije.

## Voorbeeld
(versie 1957) Moy lingva project nominad Romanid fu publicad ja in may de pasad ano cam scientific studium in hungar lingva...

(versie 1984) Mi lingua project nominat Romanid esed publicat ja in may de pasat an cam scientific studio in hungar lingua...

(vertaling) Mijn taalproject genaamd Romanid is al in mei vorig jaar gepubliceerd als een wetenschappelijke studie in het Hongaars...